# AD Bagaces
La Asociación Deportiva Bagaces, también conocida como Bagaces F.C, fue un club de fútbol de Costa Rica de la ciudad de Bagaces en Guanacaste. Fue fundado en 1918 y se desempeñó en la Liga Nacional de Filiales Regionales y la Tercera División de Costa Rica.

## Historia
El club fue formado como selección en la década de los 50`s y ocupó los primeros lugares en los Torneos de Barrios y Distritos Guanacastecos. Sin embargo, es hasta 1962 con la creación de los comités cantonales que ingresa a la Liga Nacional de Filiales, también conocida en años anteriores como la segunda división de Ascenso.

### Logros alcanzados
En 1975 Bagaces es campeón de tercera división y juega la octagonal final por CONAFA (2.ª. División de Ascenso). No obstante, es la A.D. Abangares la que llega a la final nacional frente a su similar por la provincia de Heredia, Santa Bárbara F.C.

## Palmarés
Torneos nacionales
- Campeón Nacional de Tercera División Guanacaste (1): 1975